# فيسكانت (ساسكاتشوان)
فيسكانت (بالإنجليزية: Viscount, Saskatchewan)‏ هي قرية تقع في كندا في List of rural municipalities in Saskatchewan. يقدر عدد سكانها بـ 252 نسمة ومساحتها 1.18 كم2 وترتفع عن سطح البحر 548 متر.

## المناخ
يظهر الجدول التالي التغييرات المناخية على مدار السنة لفيسكانت:
| البيانات المناخية لـفيسكانت       | البيانات المناخية لـفيسكانت | البيانات المناخية لـفيسكانت | البيانات المناخية لـفيسكانت | البيانات المناخية لـفيسكانت | البيانات المناخية لـفيسكانت | البيانات المناخية لـفيسكانت | البيانات المناخية لـفيسكانت | البيانات المناخية لـفيسكانت | البيانات المناخية لـفيسكانت | البيانات المناخية لـفيسكانت | البيانات المناخية لـفيسكانت | البيانات المناخية لـفيسكانت | البيانات المناخية لـفيسكانت |
| الشهر                             | يناير                       | فبراير                      | مارس                        | أبريل                       | مايو                        | يونيو                       | يوليو                       | أغسطس                       | سبتمبر                      | أكتوبر                      | نوفمبر                      | ديسمبر                      | المعدل السنوي               |
| --------------------------------- | --------------------------- | --------------------------- | --------------------------- | --------------------------- | --------------------------- | --------------------------- | --------------------------- | --------------------------- | --------------------------- | --------------------------- | --------------------------- | --------------------------- | --------------------------- |
| الدرجة القصوى °م (°ف)             | 6.5 (43.7)                  | 9.5 (49.1)                  | 19.5 (67.1)                 | 30 (86)                     | 37 (99)                     | 40.5 (104.9)                | 37.5 (99.5)                 | 36.5 (97.7)                 | 33 (91)                     | 28.5 (83.3)                 | 18.9 (66.0)                 | 8.5 (47.3)                  | 40.5 (104.9)                |
| متوسط درجة الحرارة الكبرى °م (°ف) | −11.7 (10.9)                | −8.3 (17.1)                 | −0.7 (30.7)                 | 10.6 (51.1)                 | 18.6 (65.5)                 | 22.8 (73.0)                 | 24.9 (76.8)                 | 24.2 (75.6)                 | 17.8 (64.0)                 | 10.2 (50.4)                 | −2.3 (27.9)                 | −9.9 (14.2)                 | 8 (46)                      |
| المتوسط اليومي °م (°ف)            | −16.8 (1.8)                 | −13.3 (8.1)                 | −5.6 (21.9)                 | 4.4 (39.9)                  | 11.6 (52.9)                 | 16.1 (61.0)                 | 18.1 (64.6)                 | 17.1 (62.8)                 | 11.2 (52.2)                 | 4.2 (39.6)                  | −6.7 (19.9)                 | −14.7 (5.5)                 | 2.1 (35.8)                  |
| متوسط درجة الحرارة الصغرى °م (°ف) | −21.8 (−7.2)                | −18.2 (−0.8)                | −10.5 (13.1)                | −1.9 (28.6)                 | 4.5 (40.1)                  | 9.4 (48.9)                  | 11.3 (52.3)                 | 9.9 (49.8)                  | 4.6 (40.3)                  | −1.8 (28.8)                 | −11.1 (12.0)                | −19.4 (−2.9)                | −3.8 (25.2)                 |
| أدنى درجة حرارة °م (°ف)           | −40.5 (−40.9)               | −41.5 (−42.7)               | −35 (−31)                   | −26.7 (−16.1)               | −10 (14)                    | −1 (30)                     | 3.5 (38.3)                  | −3 (27)                     | −8 (18)                     | −23.5 (−10.3)               | −35 (−31)                   | −42 (−44)                   | −42 (−44)                   |
| الهطول مم (إنش)                   | 16.7 (0.66)                 | 12.2 (0.48)                 | 20.3 (0.80)                 | 26.5 (1.04)                 | 54.6 (2.15)                 | 71.1 (2.80)                 | 61.5 (2.42)                 | 51.2 (2.02)                 | 38.8 (1.53)                 | 23.8 (0.94)                 | 14.3 (0.56)                 | 20.7 (0.81)                 | 411.6 (16.20)               |
| المصدر: Environment Canada        |                             |                             |                             |                             |                             |                             |                             |                             |                             |                             |                             |                             |                             |